# Boj proti třem a pěti zlům
Kampaně proti třem a pěti zlům (zjednodušené znaky: 三反五反; pinyin: sān fǎn wǔ fǎn), jedná se o nárazové kampaně od 50. až do 70. let 20. století. Jde o Maovy kampaně prvotně namířené proti statkářům a bohaté buržoazii, které vinil z vykořisťování rolníků a dělníků.
V rámci tohoto snažení byla již v roce 1951 zavedena kampaň Boje proti třem zlům. Jejím hlavním cílem byl boj proti korupci, plýtvání a byrokracii. Cílila na úředníky a členy strany. Poté v roce 1952 byla vyhlášena druhá kampaň Proti pěti zlům namířená proti buržoazii. Pěti zly se rozumělo úplatkářství, krádež státního majetku, daňové úniky, podvody v rámci státních zakázek a soukromé spekulace. 
Výsledky těchto kampaní jsou těžko analyzovatelné, jelikož i v následujících letech byla korupce velkou součástí politických machinací.

Kampaň proti “třem zlům”(zjednodušené znaky: “三反”运动; pinyin: sān fǎn yùndòng):
- Proti korupci (zjednodušené znaky: 反贪污 ; pinyin: fǎn tānwū)
- Proti plýtvání (zjednodušené znaky: 反浪费; pinyin: fǎn làngfèi)
- Proti byrokracii (zjednodušené znaky: 反官僚主义; pinyin: fǎn guānliáo zhǔyì)

Kampaň proti “pěti zlům” (zjednodušené znaky: “五反”运动; pinyin: wǔ fǎn yùndòng)：
- Proti úplatkářství (zjednodušené znaky: 反行贿; pinyin: fǎn xínghuì)
- Proti daňovým podvodům (zjednodušené znaky: 反偷税漏税 ; pinyin: fǎn tōushuì lòushuì)
- Proti lajdáctví a krádežím v práci (zjednodušené znaky: 反偷工减料; pinyin: fǎn tōugōngjiǎnliào)
- Proti rozkrádání státního majetku (zjednodušené znaky: 反盗骗国家财产; pinyin: fǎn dào piàn guójiā cáichǎn)
- Proti soukromým spekulacím a krádežím státních informací (zjednodušené znaky: 反盗窃国家经济情报; pinyin: fǎn dàoqiè guójiā jīngjì qíngbào)